# Liste der Universitäten in Vietnam

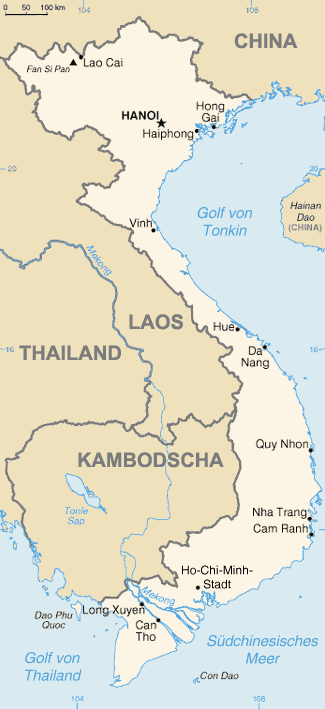
Übersichtskarte Vietnam

Dies ist eine Liste der Universitäten in Vietnam.
In Vietnam gibt es Volluniversitäten und technische Universitäten sowie Hochschulen unterschiedlicher Ausrichtung. Insgesamt gibt es circa 150 verschiedene Einrichtungen.
Das Studium ist in eine ein- bis zweijährige, allgemeine Hochschulausbildung, in der unterschiedliche Grundlagenfächer unterrichtet werden, sowie in eine vier- bis sechsjährige fachliche Spezialisierung unterteilt. Insgesamt studieren in Vietnam etwa eine Million Menschen an den Universitäten und Fachhochschulen.
Bis 1989 studierten mehr als 10.000 Vietnamesen in der DDR, insbesondere in Rostock, Weimar, Freiberg, Jena und vor allem in Dresden und sind heute unter anderem an den vietnamesischen Hochschulen tätig.
Mehrere deutsche Universitäten (Dresden, Greifswald, Heidelberg, Freiberg) bieten Lehrveranstaltungen und Abschlüsse in Hanoi an. Der DAAD unterhält eine Außenstelle in Vietnam. 1999 wurde das Vietnamesisch-Deutsche Zentrum (VDZ) an der Technischen Universität Hanoi eröffnet, seit 2003 betreibt das Goethe-Institut gemeinsam mit dem DAAD auch in Sài Gòn ein „Deutsches Zentrum“, das Sprachprogramme und akademische Beratung anbietet. Seit 2008 gründete das Bundesland Hessen und Vietnam gemeinsam offiziell eine vietnamesisch-deutsche Universität in Ho-Chi-Minh-Stadt.

## Universitäten

### Cần Thơ
- Universität Cần Thơ, (vietn.: Đồng bằng Sông Cửu Long (ĐBSCL))

### Đà Nẵng
- Universität Danang (vietn.: Đại học Đà Nẵng engl.: The University of Danang (UD))

### Hải Phòng
- Universität Haiphong (vietn.: Đại học Hải Phòng engl.: Hai Phong University (HPU))
- Medizinische Universität Haiphong (vietn.: Đại học Y Hải Phòng engl.: Haiphong Medical University)
- Vietnamesische Nationaluniversität für Meeresforschung, (vietn.: Trường Đại học Hàng Hải - Việt nam engl.: Vietnam Maritime University (VIMARU))[1]

### Hanoi
- Vietnamesische Nationaluniversität Hanoi (vietn.: Đại học Quốc gia. Hà Nội, engl.: Vietnam National University, Hanoi (VNU))
- Universität Hanoi (vietn.: Trường Đại học Hà Nội, engl.: Hanoi University (HANU)), ehem. Hanoi University of Foreign Studies
- Hochschule für Volkswirtschaft Hanoi (vietn.: Trường Đại học Kinh tế quốc dân, engl.: National Economics University (NEU))
- Technische Universität Hanoi (vietn.: Trường Đại học Bách Khoa. Hà Nội engl.: Hanoi University of Technology (HUT))
- Industrie-Universität Hanoi (vietn.: Trường Đại học Công nghiệp Hà Nội, engl.: Hanoi University of Industry (HaUI))
- Universität für Architektur Hanoi (vietn.: Đại học Kiến trúc Hà Nội engl.: Hanoi Architectural University (HAU))
- Universität für natürliche Ressourcen und Umwelt (vietn.: Đại học Tài nguyên và Môi trường Hà Nội, engl.: Hanoi University of Natural Resources and Environment (HUNRE))
- FPT University (vietn.: Trường Đại học FPT), Privatuniversität

### Ho-Chi-Minh-Stadt
- Universität Nong Lam (vietn.: Trường Đại học Nông Lâm TP. Hồ Chí Minh engl.: Nong Lam University)(ehemals Universität für Agrar- und Forstwissenschaft Ho-Chi-Minh-Stadt)
- Wirtschaftsuniversität Ho-Chi-Minh-Stadt (vietn.: Đại Học Kinh Tế TP. Hồ Chí  Minh engl.: HoChiMinh City University of Economics (HCMC))
- Ho-Chi-Minh Universität für Naturwissenschaften (vietn.: Trường Đại học Khoa học Tự nhiên engl.: HoChiMinh City University of Natural Sciences)
- Technische Universität Ho-Chi-Minh-Stadt (vietn.: Trường Đại học Bách khoa (ĐHQG) engl.: HoChiMinh City University of Technology)
- Vietnamesische Nationaluniversität Ho-Chi-Minh-Stadt, (vietn.:  Đại Học Quốc Gia Thành phố Hồ Chí Minh (ĐHQG-HCM) engl.: Vietnam National University - Ho Chi Minh City)
- Vietnamesische Nationaluniversität für Meeresforschung, (vietn.: Trường Đại học Hàng Hải - Việt nam, engl.: Vietnam Maritime University (VIMARU))
- Musikkonservatorium Ho-Chi-Minh-Stadt (vietn.: Nhạc viện thành phố Hồ Chí Minh, engl.: Conservatory of Ho Chi Minh City)
- Vietnamesisches Luftinstitut (vietn.: Học viện Hàng không Việt Nam, engl.: Academy of Aviation of Vietnam)
- Sozialwissenschaft und Geisteswissenschaften Universität Ho-Chi-Minh-Stadt (vietn.: Trường Đại học Khoa học Xã hội và Nhân văn (ĐHQG), engl.: Ho Chi Minh City University of Social Sciences and Humanities)
- Kultur-Universität Ho-Chi-Minh-Stadt (vietn.: Trường Đại học Văn hóa Thành phố Hồ Chí Minh, engl.: Ho Chi Minh City University of Culture)
- Kreditinstitut-Universität Ho-Chi-Minh-Stadt (vietn.: Trường Đại học Ngân hàng Thành phố Hồ Chí Minh, engl.: Banking University of Ho Chi Minh City)
- Architektur-Universität Ho-Chi-Minh-Stadt (vietn.: Trường Đại học Kiến trúc Thành phố Hồ Chí Minh, engl.: Ho Chi Minh City Architecture University)
- Van-Lang-Universität (vietn.: Trường Đại học Dân lập Van Lang, engl.: Van Lang University)
- Van-Hien-Universität (vietn.: Trường Đại học Văn Hiến, engl.: Van Hien University)
- Ton-Duc-Thang-Universität (vietn.: Trường Đại học Bán công Tôn Đức Thắng, engl.: Ton Duc Thang University)
- Hong-Bang-Universität (vietn.: Trường Đại học Hồng Bàng, engl.: Hong Bang University)
- Universität für Transportwesen Ho-Chi-Minh-Stadt (vietn.: Đại Học Giao Thông Vận Tải TP HCM engl.: Ho Chi Minh City University of Transport (UT-HCMC))[2]
- Vietnamesisch-Deutsche Universität (vietn.: Trường Đại học Việt-Đức, engl.: Vietnamese-German University (VGU))

### Huế
- Universität Huế, (vietn.: Đại học Huế engl.: Hue University)

### Thanh Hóa
- Universität Hồng Đức (vietn.: Trường Đại học Hồng Đức, engl.: Hồng Đức University)

sowie
- Royal Melbourne Institute of Technology[3], Hanoi und Ho-Chi-Minh-Stadt